# Brigitta Lurger
Brigitta Lurger (* 12. September 1967 in Graz) ist eine österreichische Juristin.

## Leben
Von 1985 bis 1989 absolvierte sie ein Diplomstudium der Rechtswissenschaften an der Universität Graz (Diplomarbeit bei Viktor Steininger). Nach der Promotion 1992 zur Doktorin der Rechtswissenschaften bei Willibald Posch war sie von 1990 bis 1999 Vertragsassistentin, später Universitätsassistentin bei Willibald Posch. Nach der Habilitation 1999 für die Fächer Bürgerliches Recht, Internationales Privatrecht, Privatrechtsvergleichung, Europarecht, Handelsrecht ist sie seit 2004 Universitätsprofessorin am Institut für Zivilrecht, Ausländisches und Internationales Privatrecht, Universität Graz.
Ihre Hauptforschungsbereiche Internationales Privatrecht, Verbraucherschutz, Internationales Wirtschaftsrecht, Europäisches Privatrecht, Vertragsrecht, Sachenrecht, Rechtsvergleichung, Internationales Zivilverfahrensrecht, Behavioral Law and Economics, Empirical Legal Studies und Rechtstheorie.

## Schriften (Auswahl)
- Handbuch der internationalen Tausch- und Gegengeschäftsverträge. Wien 1992, ISBN 3-7007-0304-X.
- Regulierung und Deregulierung im europäischen Privatrecht. Frankfurt am Main 1997, ISBN 3-631-30931-7.
- Vertragliche Solidarität. Entwicklungschance für das allgemeine Vertragsrecht in Österreich und in der Europäischen Union. Baden-Baden 1998, ISBN 3-7890-5325-2.
- mit Martina Melcher: Handbuch Internationales Privatrecht. Mit Hinweisen auf das Internationale Zivilverfahrensrecht. Wien 2021, ISBN 3-7046-8744-8.